# Dead Ant
Dead Ant è un film del 2017 diretto da Ron Carlson.

## Distribuzione
Il film è uscito in alcune sale selezionate negli Stati Uniti ed è stato distribuito in VOD il 25 gennaio 2019.

## Recensioni e critica
La pellicola è stata recensita ed accolta tiepidamente sia dal The Hollywood Reporter che dal Los Angeles Times. Bobby LePire di Film Threat ha assegnato al film un punteggio di 7/10, mentre Nick Spacek di Starburst Magazin ha dato un punteggio di 6/10.